# Netball-Weltmeisterschaft 1995
Die Netball-Weltmeisterschaft 1995 war die neunte Austragung der Weltmeisterschaft im Netball. Die Weltmeisterschaft wurde in Birmingham, England in der National Indoor Arena auf Hallenspielfeldern ausgetragen. Im Finale setzte sich Australien mit 68:48 gegen Südafrika durch und konnte sich so die siebte Weltmeisterschaft sichern.

## Teilnehmer
Erstmals seit 1967 nahm nach dem Ende der Apartheid Südafrika wieder an der Weltmeisterschaft teil.
| - Antigua und Barbuda - Australien - Barbados - Bermuda - Kanada - Cayman Islands - Cookinseln - England - Hongkong | - Irland - Jamaika - Malawi - Malaysia - Malta - Namibia - Neuseeland - Nordirland - Papua-Neuguinea | - Samoa - Schottland - Singapur - Sri Lanka - Südafrika - Trinidad und Tobago - Vereinigte Staaten - St. Vincent und die Grenadinen - Wales |

## Format
Die Mannschaften wurden in einer Vorrunde in acht Gruppen aufgeteilt, in der jede Mannschaft jeweils gegen jede andere Mannschaft ein Mal spielte. Für einen Sieg gab es zwei Punkte, für ein Unentschieden einen Punkt. Die beiden bestplatzierten der Gruppe qualifizierten sich für die Zwischenrunde, die anderen Mannschaften für die Trostrunde. Diese waren ebenfalls jeweils in zwei Gruppen aufgeteilt. In einer abschließenden Platzierungsrunde, spielte jeweils jedes Team gegen das gleichplatzierte Team in der Parallelgruppe. Die beiden Gruppenersten der Zwischenrunde spielten dementsprechend das Finale.

## Vorrunde
Während des Turniers gab es die folgenden Ergebnisse.

### Gruppe A
Tabelle
| Rang | Land                           | Gew. | Unent. | Verl. | Punkte |
| ---- | ------------------------------ | ---- | ------ | ----- | ------ |
| 1    | Australien                     | 3    | 0      | 0     | 6      |
| 2    | St. Vincent und die Grenadinen | 2    | 0      | 1     | 4      |
| 3    | Papua-Neuguinea                | 1    | 0      | 2     | 2      |
| 4    | Sri Lanka                      | 0    | 0      | 3     | 0      |

Spiele
| 16. Juli | Birmingham | Papua-Neuguinea 58 | – | Sri Lanka 45 |
|          |            |                    |   |              |

| 16. Juli | Birmingham | Australien 90 | – | St. Vincent und die Grenadinen 23 |
|          |            |               |   |                                   |

| 17. Juli | Birmingham | Australien 84 | – | Papua-Neuguinea 26 |
|          |            |               |   |                    |

| 17. Juli | Birmingham | St. Vincent und die Grenadinen 73 | – | Sri Lanka 48 |
|          |            |                                   |   |              |

| 18. Juli | Birmingham | Papua-Neuguinea 58 | – | St. Vincent und die Grenadinen 64 |
|          |            |                    |   |                                   |

| 19. Juli | Birmingham | Australien 82 | – | Sri Lanka 19 |
|          |            |               |   |              |

### Gruppe B
Tabelle
| Rang | Land           | Gew. | Unent. | Verl. | Punkte |
| ---- | -------------- | ---- | ------ | ----- | ------ |
| 1    | Südafrika      | 3    | 0      | 0     | 6      |
| 2    | Neuseeland     | 2    | 0      | 1     | 4      |
| 3    | Namibia        | 1    | 0      | 2     | 2      |
| 4    | Cayman Islands | 0    | 0      | 3     | 0      |

Spiele
| 17. Juli | Birmingham | Neuseeland 87 | – | Namibia 22 |
|          |            |               |   |            |

| 17. Juli | Birmingham | Cayman Islands 22 | – | Südafrika 110 |
|          |            |                   |   |               |

| 18. Juli | Birmingham | Neuseeland 114 | – | Cayman Islands 15 |
|          |            |                |   |                   |

| 18. Juli | Birmingham | Namibia 28 | – | Südafrika 71 |
|          |            |            |   |              |

| 19. Juli | Birmingham | Namibia 61 | – | Cayman Islands 37 |
|          |            |            |   |                   |

| 19. Juli | Birmingham | Südafrika 59 | – | Neuseeland 57 |
|          |            |              |   |               |

### Gruppe C
Tabelle
| Rang | Land     | Gew. | Unent. | Verl. | Punkte |
| ---- | -------- | ---- | ------ | ----- | ------ |
| 1    | Jamaika  | 2    | 0      | 0     | 4      |
| 2    | Malawi   | 1    | 0      | 1     | 2      |
| 3    | Hongkong | 0    | 0      | 2     | 0      |

Spiele
| 16. Juli | Birmingham | Hongkong 37 | – | Malawi 56 |
|          |            |             |   |           |

| 18. Juli | Birmingham | Jamaika 80 | – | Hongkong 29 |
|          |            |            |   |             |

| 19. Juli | Birmingham | Jamaika 70 | – | Malawi 52 |
|          |            |            |   |           |

### Gruppe D
Tabelle
| Rang | Land       | Gew. | Unent. | Verl. | Punkte |
| ---- | ---------- | ---- | ------ | ----- | ------ |
| 1    | England    | 3    | 0      | 0     | 6      |
| 2    | Barbados   | 2    | 0      | 1     | 4      |
| 3    | Nordirland | 1    | 0      | 2     | 2      |
| 4    | Singapur   | 0    | 0      | 3     | 0      |

Spiele
| 15. Juli | Birmingham | England 61 | – | Barbados 29 |
|          |            |            |   |             |

| 16. Juli | Birmingham | Singapur 3 | – | Barbados 73 |
|          |            |            |   |             |

| 16. Juli | Birmingham | England 56 | – | Nordirland 27 |
|          |            |            |   |               |

| 17. Juli | Birmingham | England 95 | – | Singapur 21 |
|          |            |            |   |             |

| 18. Juli | Birmingham | Nordirland 60 | – | Singapur 45 |
|          |            |               |   |             |

| 19. Juli | Birmingham | Barbados 64 | – | Nordirland 34 |
|          |            |             |   |               |

### Gruppe E
Tabelle
| Rang | Land               | Gew. | Unent. | Verl. | Punkte |
| ---- | ------------------ | ---- | ------ | ----- | ------ |
| 1    | Cookinseln         | 3    | 0      | 0     | 6      |
| 2    | Vereinigte Staaten | 2    | 0      | 1     | 4      |
| 3    | Malaysia           | 0    | 1      | 2     | 1      |
| 4    | Irland             | 0    | 1      | 2     | 1      |

Spiele
| 16. Juli | Birmingham | Vereinigte Staaten 49 | – | Malaysia 42 |
|          |            |                       |   |             |

| 16. Juli | Birmingham | Cookinseln 95 | – | Irland 29 |
|          |            |               |   |           |

| 18. Juli | Birmingham | Irland 30 | – | Vereinigte Staaten 51 |
|          |            |           |   |                       |

| 18. Juli | Birmingham | Cookinseln 96 | – | Malaysia 32 |
|          |            |               |   |             |

| 19. Juli | Birmingham | Irland 36 | – | Malaysia 36 |
|          |            |           |   |             |

| 19. Juli | Birmingham | Cookinseln 83 | – | Vereinigte Staaten 33 |
|          |            |               |   |                       |

### Gruppe F
Tabelle
| Rang | Land                | Gew. | Unent. | Verl. | Punkte |
| ---- | ------------------- | ---- | ------ | ----- | ------ |
| 1    | Trinidad und Tobago | 3    | 0      | 0     | 6      |
| 2    | Kanada              | 2    | 0      | 1     | 4      |
| 3    | Schottland          | 1    | 0      | 2     | 2      |
| 4    | Malta               | 0    | 0      | 3     | 0      |

Spiele
| 16. Juli | Birmingham | Trinidad und Tobago 72 | – | Schottland 37 |
|          |            |                        |   |               |

| 17. Juli | Birmingham | Kanada 54 | – | Schottland 43 |
|          |            |           |   |               |

| 17. Juli | Birmingham | Trinidad und Tobago 94 | – | Malta 21 |
|          |            |                        |   |          |

| 18. Juli | Birmingham | Kanada 91 | – | Malta 24 |
|          |            |           |   |          |

| 19. Juli | Birmingham | Schottland 75 | – | Cayman Islands 44 |
|          |            |               |   |                   |

| 19. Juli | Birmingham | Kanada 41 | – | Trinidad und Tobago 68 |
|          |            |           |   |                        |

### Gruppe G
Tabelle
| Rang | Land                | Gew. | Unent. | Verl. | Punkte |
| ---- | ------------------- | ---- | ------ | ----- | ------ |
| 1    | Samoa               | 3    | 0      | 0     | 6      |
| 2    | Antigua und Barbuda | 2    | 0      | 1     | 4      |
| 3    | Wales               | 1    | 0      | 2     | 2      |
| 4    | Bermuda             | 0    | 0      | 3     | 0      |

Spiele
| 16. Juli | Birmingham | Wales 63 | – | Bermuda 33 |
|          |            |          |   |            |

| 17. Juli | Birmingham | Antigua und Barbuda 75 | – | Bermuda 37 |
|          |            |                        |   |            |

| 17. Juli | Birmingham | Wales 33 | – | Samoa 69 |
|          |            |          |   |          |

| 18. Juli | Birmingham | Samoa 85 | – | Bermuda 30 |
|          |            |          |   |            |

| 18. Juli | Birmingham | Antigua und Barbuda 55 | – | Wales 48 |
|          |            |                        |   |          |

| 19. Juli | Birmingham | Samoa 76 | – | Antigua und Barbuda 56 |
|          |            |          |   |                        |

## Trostrunde

### Gruppe W
Tabelle
| Rang | Land       | Gew. | Unent. | Verl. | Punkte |
| ---- | ---------- | ---- | ------ | ----- | ------ |
| 1    | Namibia    | 5    | 0      | 0     | 10     |
| 2    | Nordirland | 4    | 0      | 1     | 8      |
| 3    | Sri Lanka  | 3    | 0      | 2     | 6      |
| 4    | Schottland | 2    | 0      | 3     | 4      |
| 5    | Bermuda    | 1    | 0      | 4     | 2      |
| 6    | Irland     | 0    | 0      | 5     | 0      |

Spiele
| 20. Juli | Birmingham | Sri Lanka 38 | – | Namibia 48 |
|          |            |              |   |            |

| 20. Juli | Birmingham | Irland 43 | – | Bermuda 50 |
|          |            |           |   |            |

| 21. Juli | Birmingham | Irland 40 | – | Schottland 46 |
|          |            |           |   |               |

| 21. Juli | Birmingham | Sri Lanka 61 | – | Bermuda 55 |
|          |            |              |   |            |

| 22. Juli | Birmingham | Nordirland 66 | – | Irland 49 |
|          |            |               |   |           |

| 22. Juli | Birmingham | Schottland 63 | – | Bermuda 45 |
|          |            |               |   |            |

| 23. Juli | Birmingham | Namibia 59 | – | Nordirland 49 |
|          |            |            |   |               |

| 23. Juli | Birmingham | Sri Lanka 49 | – | Schottland 45 |
|          |            |              |   |               |

| 24. Juli | Birmingham | Nordirland 59 | – | Bermuda 48 |
|          |            |               |   |            |

| 24. Juli | Birmingham | Sri Lanka 59 | – | Irland 38 |
|          |            |              |   |           |

| 25. Juli | Birmingham | Sri Lanka 59 | – | Irland 38 |
|          |            |              |   |           |

| 25. Juli | Birmingham | Namibia 49 | – | Schottland 40 |
|          |            |            |   |               |

| 26. Juli | Birmingham | Nordirland 60 | – | Schottland 37 |
|          |            |               |   |               |

| 26. Juli | Birmingham | Namibia 65 | – | Bermuda 25 |
|          |            |            |   |            |

| 27. Juli | Birmingham | Nordirland 64 | – | Sri Lanka 44 |
|          |            |               |   |              |

| 27. Juli | Birmingham | Irland 50 | – | Namibia 52 |
|          |            |           |   |            |

### Gruppe X
Tabelle
| Rang | Land            | Gew. | Unent. | Verl. | Punkte |
| ---- | --------------- | ---- | ------ | ----- | ------ |
| 1    | Papua-Neuguinea | 6    | 0      | 0     | 10     |
| 2    | Wales           | 5    | 0      | 1     | 10     |
| 3    | Singapur        | 3    | 0      | 3     | 6      |
| 4    | Cayman Islands  | 3    | 0      | 3     | 6      |
| 5    | Hongkong        | 2    | 0      | 4     | 4      |
| 6    | Malaysia        | 2    | 0      | 4     | 4      |
| 6    | Malta           | 0    | 0      | 6     | 0      |

Spiele
| 20. Juli | Birmingham | Malaysia 54 | – | Malta 42 |
|          |            |             |   |          |

| 20. Juli | Birmingham | Papua-Neuguinea 75 | – | Cayman Islands 36 |
|          |            |                    |   |                   |

| 20. Juli | Birmingham | Hongkong 47 | – | Singapur 51 |
|          |            |             |   |             |

| 21. Juli | Birmingham | Cayman Islands 42 | – | Hongkong 41 |
|          |            |                   |   |             |

| 21. Juli | Birmingham | Papua-Neuguinea 68 | – | Wales 54 |
|          |            |                    |   |          |

| 22. Juli | Birmingham | Wales 74 | – | Malaysia 26 |
|          |            |          |   |             |

| 22. Juli | Birmingham | Papua-Neuguinea 59 | – | Hongkong 41 |
|          |            |                    |   |             |

| 23. Juli | Birmingham | Malaysia 56 | – | Singapur 54 |
|          |            |             |   |             |

| 23. Juli | Birmingham | Papua-Neuguinea 71 | – | Malta 46 |
|          |            |                    |   |          |

| 24. Juli | Birmingham | Singapur 28 | – | Wales 65 |
|          |            |             |   |          |

| 24. Juli | Birmingham | Papua-Neuguinea 61 | – | Malaysia 34 |
|          |            |                    |   |             |

| 24. Juli | Birmingham | Hongkong 61 | – | Malta 28 |
|          |            |             |   |          |

| 25. Juli | Birmingham | Papua-Neuguinea 66 | – | Singapur 42 |
|          |            |                    |   |             |

| 25. Juli | Birmingham | Cayman Islands 63 | – | Malta 53 |
|          |            |                   |   |          |

| 26. Juli | Birmingham | Cayman Islands 42 | – | Wales 63 |
|          |            |                   |   |          |

| 26. Juli | Birmingham | Hongkong 50 | – | Malaysia 40 |
|          |            |             |   |             |

| 26. Juli | Birmingham | Singapur 86 | – | Malta 40 |
|          |            |             |   |          |

| 27. Juli | Birmingham | Wales 48 | – | Hongkong 39 |
|          |            |          |   |             |

| 27. Juli | Birmingham | Cayman Islands 51 | – | Malaysia 49 |
|          |            |                   |   |             |

| Juli | Birmingham | Wales | – | Malta |
|      |            |       |   |       |

| Juli | Birmingham | Singapur | – | Cayman Islands |
|      |            |          |   |                |

### Gruppe Y
Tabelle
| Rang | Land                           | Gew. | Unent. | Verl. | Punkte |
| ---- | ------------------------------ | ---- | ------ | ----- | ------ |
| 1    | Südafrika                      | 6    | 0      | 0     | 10     |
| 2    | England                        | 5    | 0      | 1     | 10     |
| 3    | Trinidad und Tobago            | 3    | 0      | 3     | 6      |
| 4    | Malawi                         | 3    | 0      | 3     | 6      |
| 5    | St. Vincent und die Grenadinen | 2    | 0      | 4     | 4      |
| 6    | Antigua und Barbuda            | 2    | 0      | 4     | 4      |
| 7    | Vereinigte Staaten             | 0    | 0      | 6     | 0      |

Spiele
| 20. Juli | Birmingham | St. Vincent und die Grenadinen 60 | – | Südafrika 69 |
|          |            |                                   |   |              |

| 20. Juli | Birmingham | Vereinigte Staaten 25 | – | Trinidad und Tobago 63 |
|          |            |                       |   |                        |

| 21. Juli | Birmingham | St. Vincent und die Grenadinen 74 | – | Antigua und Barbuda 54 |
|          |            |                                   |   |                        |

| 21. Juli | Birmingham | England 85 | – | Vereinigte Staaten 23 |
|          |            |            |   |                       |

| 21. Juli | Birmingham | Südafrika 77 | – | Malawi 53 |
|          |            |              |   |           |

| 22. Juli | Birmingham | Trinidad und Tobago 84 | – | Antigua und Barbuda 36 |
|          |            |                        |   |                        |

| 22. Juli | Birmingham | Malawi 65 | – | St. Vincent und die Grenadinen 58 |
|          |            |           |   |                                   |

| 22. Juli | Birmingham | Südafrika 77 | – | England 54 |
|          |            |              |   |            |

| 23. Juli | Birmingham | St. Vincent und die Grenadinen 51 | – | England 82 |
|          |            |                                   |   |            |

| 23. Juli | Birmingham | Südafrika 76 | – | Vereinigte Staaten 30 |
|          |            |              |   |                       |

| 24. Juli | Birmingham | Malawi 42 | – | Trinidad und Tobago 59 |
|          |            |           |   |                        |

| 24. Juli | Birmingham | England 71 | – | Antigua und Barbuda 38 |
|          |            |            |   |                        |

| 24. Juli | Birmingham | St. Vincent und die Grenadinen 71 | – | Vereinigte Staaten 59 |
|          |            |                                   |   |                       |

| 25. Juli | Birmingham | Trinidad und Tobago 49 | – | Südafrika 58 |
|          |            |                        |   |              |

| 25. Juli | Birmingham | Malawi 45 | – | England 68 |
|          |            |           |   |            |

| 25. Juli | Birmingham | Vereinigte Staaten 59 | – | Antigua und Barbuda 63 |
|          |            |                       |   |                        |

| 26. Juli | Birmingham | England 60 | – | Trinidad und Tobago 35 |
|          |            |            |   |                        |

| 26. Juli | Birmingham | Malawi 60 | – | Vereinigte Staaten 50 |
|          |            |           |   |                       |

| 26. Juli | Birmingham | Südafrika 75 | – | Antigua und Barbuda 45 |
|          |            |              |   |                        |

| 27. Juli | Birmingham | Malawi 71 | – | Antigua und Barbuda 50 |
|          |            |           |   |                        |

| 27. Juli | Birmingham | Trinidad und Tobago 75 | – | St. Vincent und die Grenadinen 46 |
|          |            |                        |   |                                   |

### Gruppe Z
Tabelle
| Rang | Land       | Gew. | Unent. | Verl. | Punkte |
| ---- | ---------- | ---- | ------ | ----- | ------ |
| 1    | Australien | 6    | 0      | 0     | 10     |
| 2    | Neuseeland | 5    | 0      | 1     | 10     |
| 3    | Jamaika    | 4    | 0      | 2     | 8      |
| 4    | Cookinseln | 3    | 0      | 3     | 6      |
| 5    | Samoa      | 2    | 0      | 4     | 4      |
| 6    | Barbados   | 1    | 0      | 5     | 2      |
| 7    | Kanada     | 0    | 0      | 6     | 0      |

Spiele
| 20. Juli | Birmingham | Jamaika 71 | – | Barbados 46 |
|          |            |            |   |             |

| 20. Juli | Birmingham | Australien 45 | – | Neuseeland 44 |
|          |            |               |   |               |

| 20. Juli | Birmingham | Cookinseln 83 | – | Kanada 61 |
|          |            |               |   |           |

| 21. Juli | Birmingham | Australien 75 | – | Samoa 32 |
|          |            |               |   |          |

| 21. Juli | Birmingham | Barbados 43 | – | Cookinseln 58 |
|          |            |             |   |               |

| 21. Juli | Birmingham | Neuseeland 70 | – | Jamaika 52 |
|          |            |               |   |            |

| 22. Juli | Birmingham | Samoa 60 | – | Kanada 47 |
|          |            |          |   |           |

| 22. Juli | Birmingham | Australien 60 | – | Jamaika 51 |
|          |            |               |   |            |

| 23. Juli | Birmingham | Neuseeland 77 | – | Barbados 44 |
|          |            |               |   |             |

| 24. Juli | Birmingham | Jamaika 84 | – | Kanada 39 |
|          |            |            |   |           |

| 24. Juli | Birmingham | Australien 79 | – | Cookinseln 45 |
|          |            |               |   |               |

| 24. Juli | Birmingham | Samoa 58 | – | Barbados 52 |
|          |            |          |   |             |

| 25. Juli | Birmingham | Australien 69 | – | Barbados 33 |
|          |            |               |   |             |

| 25. Juli | Birmingham | Cookinseln 74 | – | Samoa 67 |
|          |            |               |   |          |

| 25. Juli | Birmingham | Neuseeland 78 | – | Kanada 37 |
|          |            |               |   |           |

| 26. Juli | Birmingham | Australien 82 | – | Kanada 27 |
|          |            |               |   |           |

| 26. Juli | Birmingham | Jamaika 74 | – | Cookinseln 61 |
|          |            |            |   |               |

| 26. Juli | Birmingham | Neuseeland 76 | – | Samoa 45 |
|          |            |               |   |          |

| 27. Juli | Birmingham | Neuseeland 81 | – | Cookinseln 49 |
|          |            |               |   |               |

| 27. Juli | Birmingham | Barbados 51 | – | Kanada 40 |
|          |            |             |   |           |

| 27. Juli | Birmingham | Jamaika 81 | – | Samoa 41 |
|          |            |            |   |          |

### Platzierungsspiele
| 28. Juli | Birmingham | Irland 48 | – | Malaysia 39 |
|          |            |           |   |             |

| Juli | Birmingham | Hongkong 52 | – | Bermuda 42 |
|      |            |             |   |            |

| 28. Juli | Birmingham | Cayman Islands 48 | – | Schottland 47 |
|          |            |                   |   |               |

| Juli | Birmingham | Sri Lanka 63 | – | Singapur 53 |
|      |            |              |   |             |

| 28. Juli | Birmingham | Wales 59 | – | Nordirland 50 |
|          |            |          |   |               |

| Juli | Birmingham | Papua-Neuguinea 69 | – | Namibia 45 |
|      |            |                    |   |            |

| Juli | Birmingham | Kanada 62 | – | Vereinigte Staaten 42 |
|      |            |           |   |                       |

| Juli | Birmingham | Barbados 62 | – | Antigua und Barbuda 42 |
|      |            |             |   |                        |

| Juli | Birmingham | Samoa 63 | – | St. Vincent und die Grenadinen 58 |
|      |            |          |   |                                   |

| Juli | Birmingham | Cookinseln 85 | – | Malawi 60 |
|      |            |               |   |           |

| Juli | Birmingham | Jamaika 63 | – | Trinidad und Tobago 40 |
|      |            |            |   |                        |

### Spiel um den dritten Platz
| 28. Juli | Birmingham | Neuseeland 60 | – | England 31 |
|          |            |               |   |            |

### Finale
| 19. Juli | Birmingham | Australien 68 | – | Südafrika 48 |
|          |            |               |   |              |